# Vito Pandolfi
Vito Pandolfi (Forte dei Marmi, 24 dicembre 1917 – Roma, 20 marzo 1974) è stato un critico teatrale e regista italiano.

## Biografia
Registrato in anagrafe con il nome Ribelle Libero Bruno, si fece chiamare con il nome di suo padre, Vito, per tutta la vita.

Suo padre era impiegato presso la SIPE, società che produceva polveri da sparo e proiettili, sita a Vittoria Apuana; la madre, Ada Provera, fu scrittrice e autrice de Il tempio misterioso, pubblicato nel 1934.
Si diplomò in regia all'Accademia nazionale d'arte drammatica intitolata a Silvio D'Amico nel 1943. Partecipò attivamente alla Resistenza. Nel 1962 fu libero docente in Storia del Teatro e dello Spettacolo. Nel 1964 fondò il Teatro stabile di Roma, di cui fu direttore fino al 1969. Insegnò Storia del teatro all'Università di Genova dal 1964 all'anno della sua scomparsa. Fu critico teatrale per quotidiani e riviste specializzate, tra cui l'Unità, Il Politecnico, Il dramma, Teatro Oggi e diresse gli Annali di Storia del Teatro e dello Spettacolo. Nel 1985 gli viene dedicata una strada nella città di Roma.

## Opere
Pandolfi ha dedicato al teatro studi quali La commedia dell'arte (1956), Il teatro drammatico dalle origini ai nostri giorni (1959), in cui si mette in relazione l'evoluzione del teatro con quella della società, Teatro tedesco espressionista (1956), Teatro del dopo-guerra italiano (1956), Teatro contemporaneo italiano (1959), Teatro siciliano: introduzione critica (1961), Storia universale del teatro drammatico (1964), Teatro borghese dell'Ottocento (1967), Regia e registi nel teatro moderno (1973); al cinema: Il film nella storia (1956); alle tradizioni popolari: Copioni da quattro soldi (1960).

## Regie teatrali
Debuttò nel 1944 con uno spettacolo di Gor'kji: Egor Bulyciov e gli altri. Nel 1945 diresse Il corsiero bianco di Paul Vincent Carroll, nel 1946 La luna è tramontata di Steinbeck e nel 1947 La casa di Bernarda Alba di García Lorca. Lavorò con Squarzina e Salce per La fiera delle maschere, rappresentata a Praga ed a Venezia. Dal 1951 al 1956 lavorò con Pratolini e Bernari per la messa in scena di novelle del Boccaccio e del Bandello, per cui si avvalse anche della collaborazione di Gadda. Nel 1954 Aminta di  Tasso, l'anno seguente Torquato Tasso di Goethe e Anfitrione di Plauto. Beatrice Cenci di Moravia nel 1957. Nel 1958 ha diretto Nembo di Massimo Bontempelli con Valeria Moriconi come interprete, Pandolfi ha inoltre prestato per il cinema la sua consulenza di studioso della commedia dell'arte per La carrozza d'oro di Renoir (1952) e diretto nel 1965 un lungometraggio documentario, Provincia di Latina.

## I film
Nel 1962 Pandolfi ha diretto un film a soggetto, Gli ultimi. Tratto dal racconto autobiografico di padre David Maria Turoldo, Io non ero un fanciullo, e girato interamente a Coderno (Udine) con gli abitanti come attori, il film racconta la vita di una famiglia di poveri all'inizio degli anni '30. Protagonista è il piccolo Checo con la sua infelicità di bambino, che in quanto diverso dagli altri per intelligenza, sensibilità e fantasia, è sbeffeggiato dai coetanei, che lo chiamano "lo spaventapasseri", e incompreso dagli adulti. Al centro il ritratto del mondo contadino che la nascente civiltà industriale pone in secondo piano e trasforma, la proiezione di una solitudine individuale sullo sfondo di una solitudine collettiva. Il sodalizio di Turoldo, frate scomodo, con Pandolfi, intellettuale laico e marxista, non fu visto di buon occhio dalle autorità ecclesiastiche, che esclusero il film dal circuito delle sale da loro controllate. Del film, cui contribuisce il suggestivo bianconero di Armando Nannuzzi, esistono copie con due finali diversi.

## Fondo Pandolfi
A seguito della mostra dal titolo “Teatro da quattro soldi. Vito Pandolfi regista/Toti Scialoja scenografo”, promossa dal Comune di Certaldo nel 1990, è stato donato dalla famiglia buona parte dell'archivio personale di Vito Pandolfi, composto da 9.057 tra carte manoscritte e dattiloscritti di opere edite ed inedite. Ed inoltre 1.385 ritagli di giornale, 10 disegni, 3 poster e 32 numeri di riviste, preziosi strumenti per interpretare la sua opera, sia come storico e critico teatrale che come regista. Attualmente presso la Biblioteca comunale "Bruno Ciari" e Archivio storico di Certaldo.
Tutto il materiale sulla vita e le opere di Vito Pandolfi è consultabile presso il Museo Civico Biblioteca dell'Attore di Genova

## Altre opere
- Il romanticismo di Vachtangov, 1947
- Teatro, 1950
- Spettacolo del secolo: il teatro drammatico, 1953
- Il cinema nella storia, 1957
- Il teatro di Raffaele Viviani, 1957
- Isabella comica gelosa: avventure di maschere, 1960
- L'Adelchi, una tragedia inibita, 1960
- Quel che significa Alberto Sordi, 1961
- Eduardo De Filippo, 1969
- Raffaele Viviani, 1969
- Antologia del grande attore, con Goffredo Fofi, Bologna, Cue Press, 2020. ISBN 9788855100755.